# Patay István
Báji Patay István (Nyírmada, 1808. május 19. – Debrecen, 1878. május 5.) katonatiszt, megyei hivatalnok, honvéd ezredes, függetlenségi politikus.

## Élete

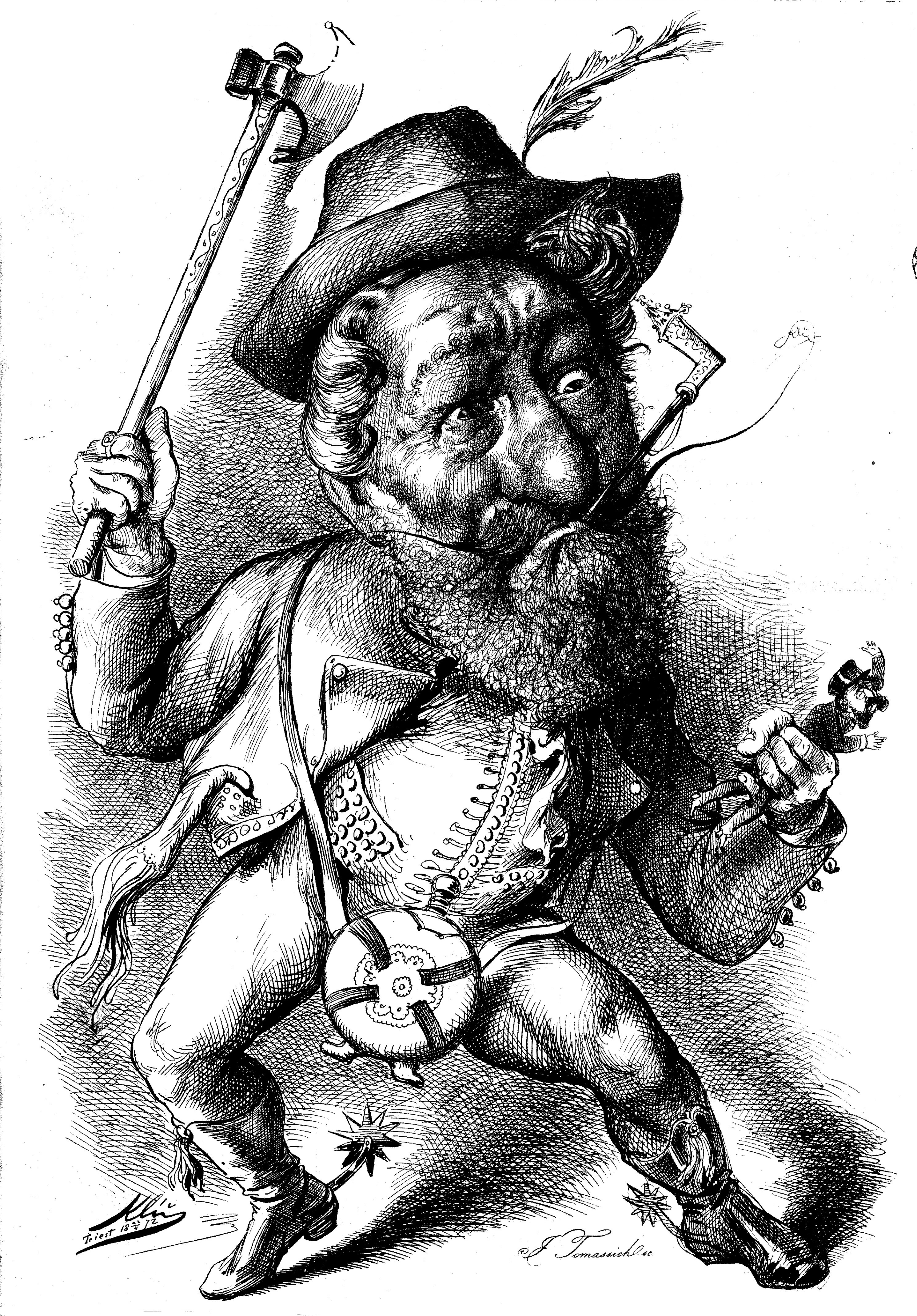
Patay Pista az 1872-es évben

A tekintélyes református nemesi származású báji Patay családnak a sarja. Apja báji Patay István (1782–1854), Szabolcs vármegye alispánja, földbirtokos, törvényszéki ülnök, anyja nagy-ilosvai Ilosvay Polixéna (1787–1851). Az apai nagyszülei báji Patay József (1734–1797), földbirtokos, a Tiszáninneni református egyház gondnoka, és fáji Fáy Borbála (1754–1830) voltak. Az anyai nagyszülei nagy-ilosvai Ilosvay László (1765–1803), földbirtokos és bábai Bay Erzsébet voltak.
A bécsi hadmérnöki akadémián végezte tanulmányait, majd 1827-33 között az I. huszárezredben hadnagyként szolgált; ezt követően megyei tisztviselő. 1848. június 19-től nemzetőr őrnagy, majd szeptember közepétől Szabolcs vármegye önkéntes nemzetőrzászlóalj parancsnokaként tevékenykedett. Görgei Artúr, illetve Perczel Mór parancsnoksága alatt részt vett a Jelačić elleni harcokban. Október 1-jétől honvéd őrnagy a drávai hadtestnél. 1849. február 8-tól a Központi Mozgó Seregben szolgált, illetve a II. hadtestnél, alezredesi rangban. Végig harcolta a téli, illetve a dicsőséges tavaszi hadjáratot. Május közepétől Pest katonai parancsnoka, majd a II. hadtest hadosztályparancsnoka. Augusztus 8-án Bem tábornok ezredessé léptette elő, s ilyen minőségében vett részt a délvidéki harcokban, a X. hadtest egyik hadosztályának parancsnokaként. A fegyverletétel után bujkált, majd nyírmadai birtokán élt visszavonultan. 1861-ben, majd 1865-től 1872-ig folyamatosan Debrecen országgyűlési képviselője volt. 1872 és 1875 között a Hajdú kerület képviseletét látta el az országgyűlésben mindvégig a függetlenségi eszme szolgálatában.

## Házasságai
Patay István feleségül vette Tussay Terézia (1813–Kassa, 1845. április 22.) kisasszonyt, akinek a szülei tussai Tussay László, földbirtokos és csáthi Gábriel Klára voltak. Hitvese halála után az úr özvegy nagykállói Kállay Boldizsárné nagykállói Kállay Teréz (1810–Debrecen, 1899. június 6.) asszonyt, akinek a szülei nagykállói Kállay Imre (†1832), földbirtokos és tunyogi Szűcs Ágnes (1787–1822) voltak. Patay István két házasságából nem maradt meg utódja.